# Pero norma
Pero norma là một loài bướm đêm trong họ Geometridae.